# Achyrolimonia saucroptera
Achyrolimonia saucroptera är en tvåvingeart som först beskrevs av Alexander 1957.  Achyrolimonia saucroptera ingår i släktet Achyrolimonia och familjen småharkrankar.
Artens utbredningsområde är Zimbabwe. Inga underarter finns listade i Catalogue of Life.